# Traiguma nielsoni
Traiguma nielsoni är en insektsart som beskrevs av Chandrasekhara A. Viraktamath och Webb 1991. Traiguma nielsoni ingår i släktet Traiguma och familjen dvärgstritar. Inga underarter finns listade i Catalogue of Life.